# Flugplatz Nowy Targ

i7
i11
i13
Der Flugplatz Nowy Targ ist ein Sportflugplatz des Aeroklub Nowy Targ und hat eine über 100 Jahre alte Tradition. Er liegt rund einen Kilometer südlich von Nowy Targ und etwa 20 Kilometer nördlich von  Zakopane in der polnischen Region Podhale, konkret in der Talsenke Kotlina Nowotarska, am Fuße der Hohen Tatra. Er ist mit fast 630 m ü.N.N. der höchstgelegene Flugplatz Polens.

## Geschichte
Im 19. Jahrhundert hatte die Armee der K-und-K Monarchie einen Truppenübungsplatz auf dem Gelände des heutigen Flugplatzes. Beobachtungsballons starteten bereits vor dem Ersten Weltkrieg von dem Flugplatz. Nach dem Ersten Weltkrieg nutzte die polnische Luftwaffe den Flugplatz, bis er 1930 der zivilen Luftfahrt übergeben wurde. Bis zum Zweiten Weltkrieg wurde er dann als Sportflugplatz genutzt. Im Zweiten Weltkrieg nutzte ihn die deutsche Luftwaffe, um gegen Widerstandskämpfer in den umliegenden Gebirgen vorzugehen. Nach dem Zweiten Weltkrieg wurde er wieder als Sportflugplatz genutzt. Am 8. Juni 1979 feierte Papst Johannes Paul II. bei seiner ersten Polenreise eine Messe vor ca. einer Million Gläubigen auf dem Flugplatzgelände. Derzeit wird der Flugplatz vom Aeroclub Nowy Targ und dem Fallschirmspringerverein Skoczek genutzt. Es wird überlegt, den Flugplatz auszubauen und dem Linienverkehr zu öffnen.

## Galerie

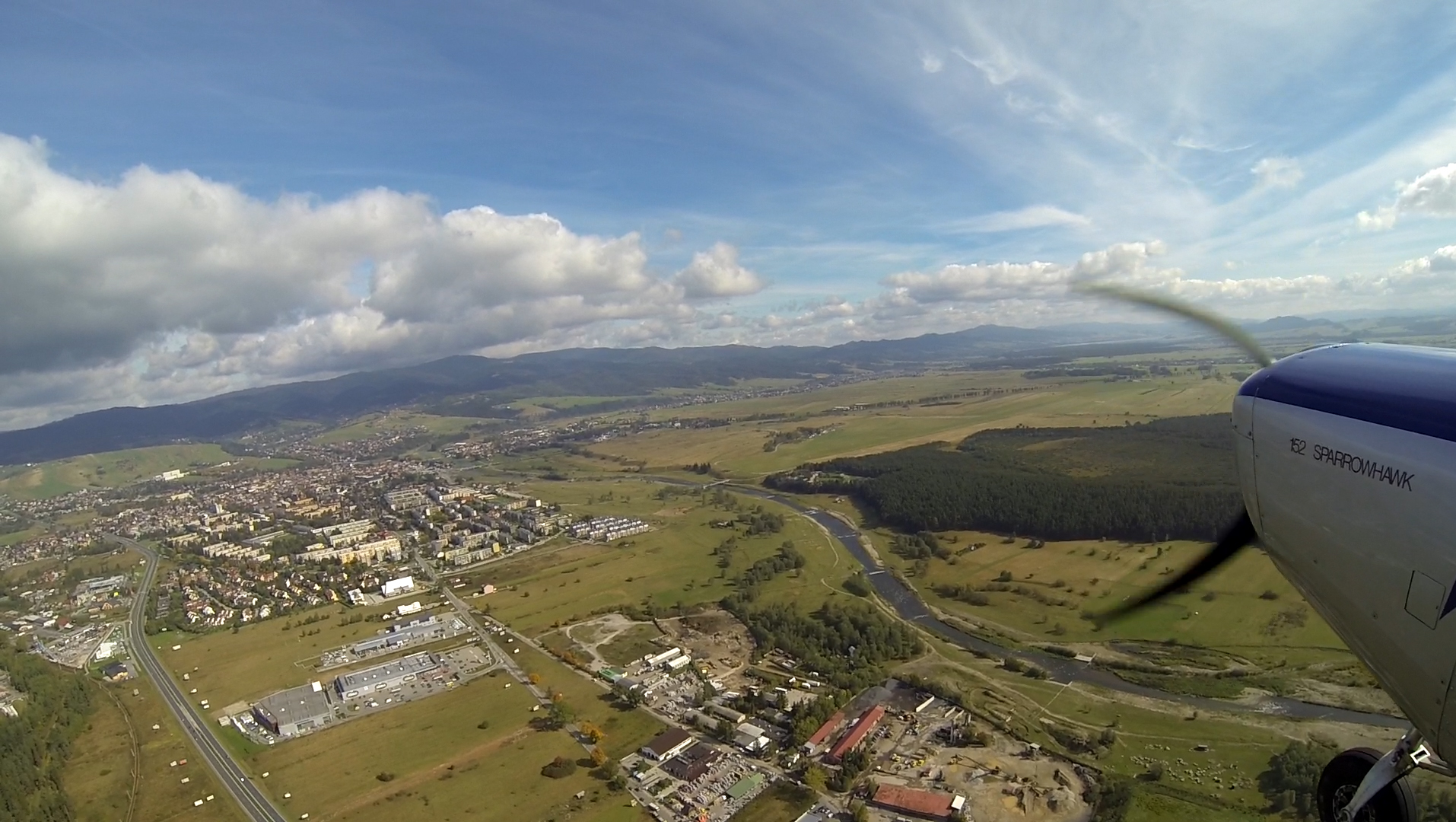
Landeanflug
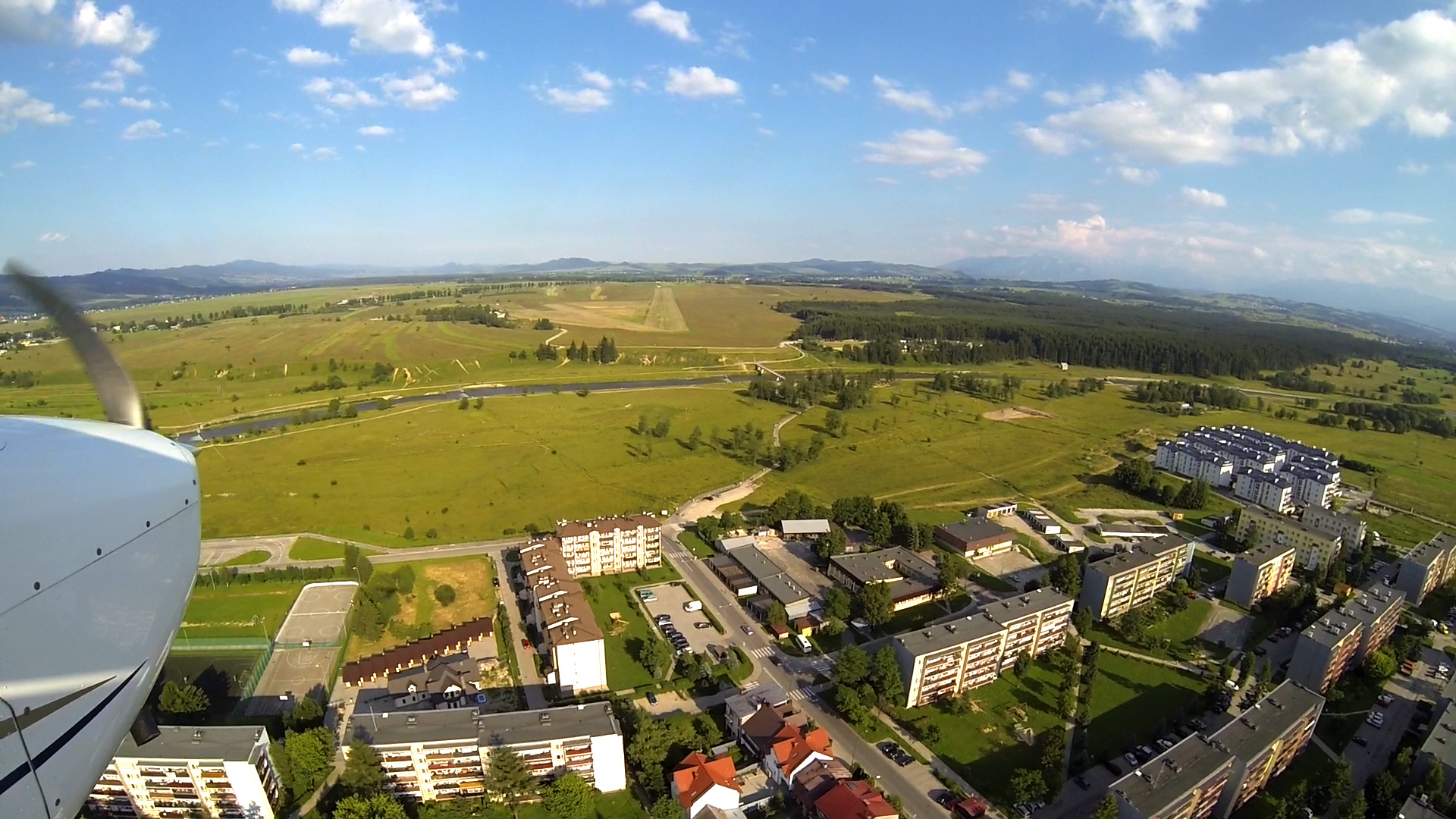
Landeanflug
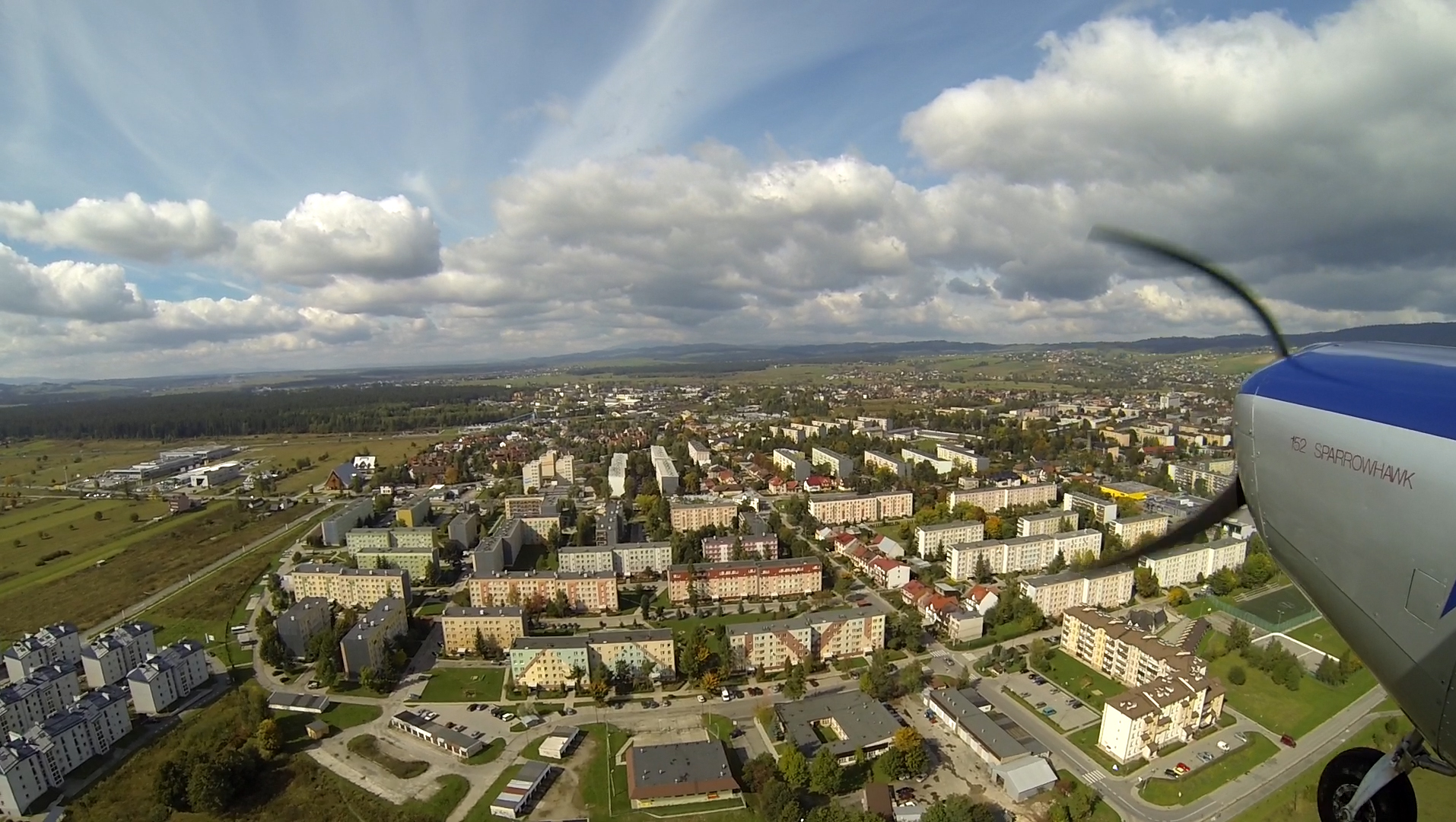
Start

## Nachweise
- Homepage